# Commit (controle de versão)
Em sistemas de controle de versão, um commit (submissão/envio em português) é uma operação que envia as últimas alterações do código-fonte para o repositório, tornando essas alterações parte da revisão principal do repositório. Ao contrário dos commits no contexto de gerenciamento de dados, os commits em sistemas de controle de versão são mantidos no repositório indefinidamente. Assim, quando outros usuários fizerem uma atualização (update em inglês) ou o processo de baixar (checkout em inglês) do repositório, eles receberão a última versão submetida, a menos que especifiquem que desejam recuperar uma versão anterior do código-fonte no repositório. Os sistemas de controle de versão permitem retornar facilmente a versões anteriores. Nesse contexto, um commit dentro de um sistema de controle de versão é protegido, pois pode ser facilmente revertido, mesmo após o commit ter sido aplicado.

## Uso

### Git
Para aplicar uma alteração no git na linha de comando, supondo que o git esteja instalado, o seguinte comando é executado: 
git commit -m 'mensagem do commit' 
Isso também pressupõe que os arquivos dentro do diretório atual foram preparados como tal: 
git add . 
O comando acima adiciona todos os arquivos no diretório de trabalho para serem preparados para o commit do git. Após a aplicação do commit, o último passo é enviar o commit para o repositório fornecido, no caso abaixo denominado origin, para o branch main : 
git push origin main
Além disso, um atalho para adicionar todos os arquivos não preparados e fazer um commit ao mesmo tempo é: 
git commit -a -m 'mensagem do commit' 

### Mercurial (hg)
Para aplicar uma alteração no Mercurial na linha de comando, supondo que o hg esteja instalado, o seguinte comando é usado: 
hg commit --message 'Mensagem do Commit' 
Isso também pressupõe que os arquivos no diretório atual foram preparados como tal:
hg add 
O comando acima adiciona todos os arquivos no diretório de trabalho para serem preparados para o commit do Mercurial. Após a confirmação ter sido aplicada, o último passo é enviar o commit para o repositório fornecido, para o branch default:
hg push